# День державності Гаваїв
День державності або День прийому — законне свято в штаті Гаваї в Сполучених Штатах. Відзначається щорічно в третю п'ятницю серпня на згадку про річницю
вступу штату до Союзу в 1959 році. Вперше його відзначали в 1969 році.
Законопроєкти про державність Гаваїв були внесені до Конгресу США ще в 1919 році принцом Йоною Кухіо Каланіанаоле, делегатом без права голосу, надісланим територією Гаваїв до Конгресу США. Додаткові законопроєкти були внесені в 1935, 1947 і 1950 рр. У 1959 р. Конгрес США схвалив законопроєкт про державність — Закон про прийняття на Гаваї. Після цього відбувся референдум, на якому жителі Гаваїв проголосували 94 % за державність (запитання для голосування було: «Чи будуть Гаваї негайно прийняті до Союзу як штат?»), а 21 серпня 1959 р. (третя п'ятниця м. серпня), президент Дуайт Д. Ейзенхауер підписав прокламацію, згідно з якою Гаваї стали 50-м штатом.